# Als Adam grub und Eva spann, wo war denn da der Edelmann?

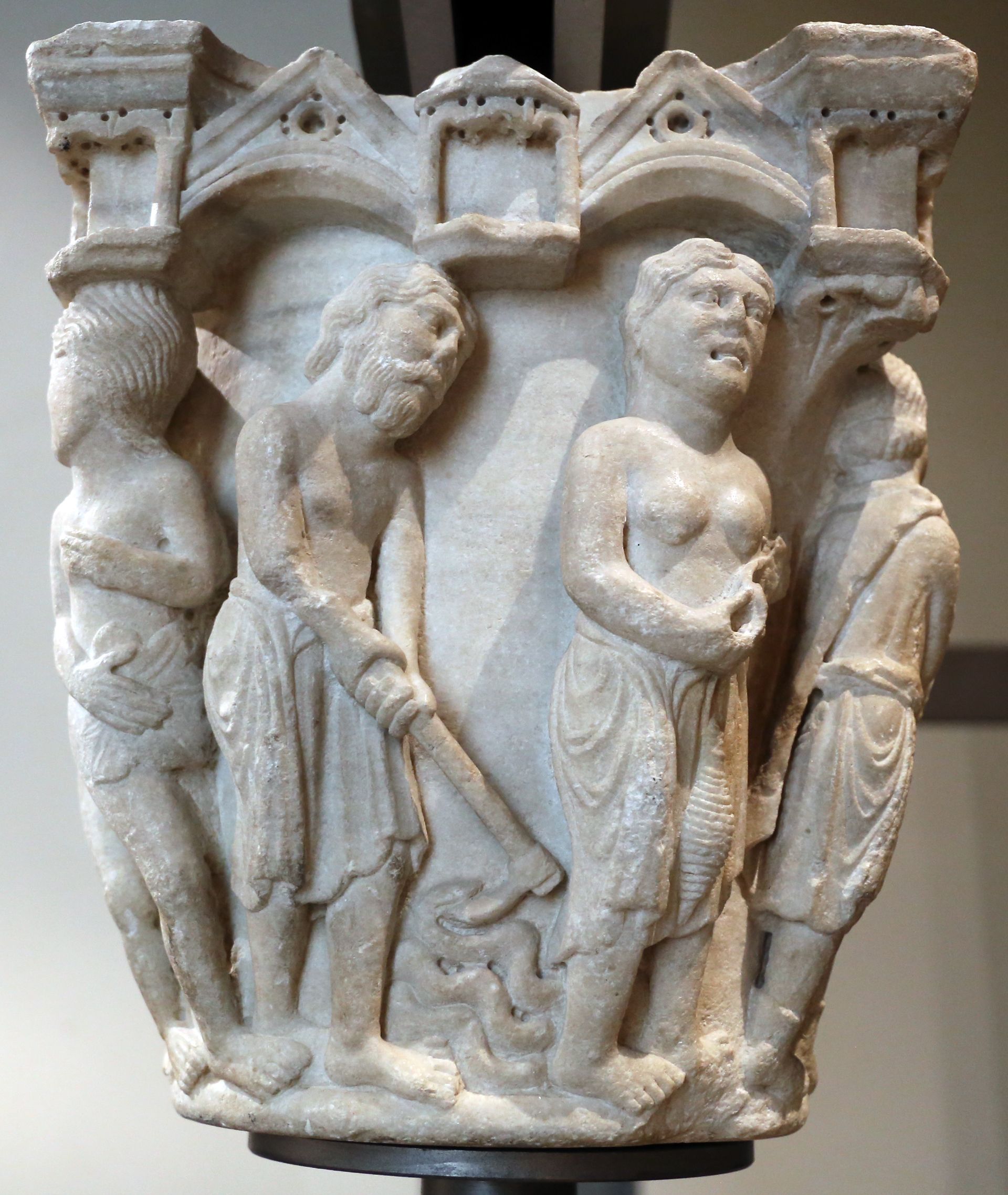
Darstellung aus dem 12. Jahrhundert: Adam mit Hacke, Eva mit Spindel

Als Adam grub und Eva spann, wo war denn da der Edelmann? (auch: Als Adam grub und Eva spann, wer war da der Edelmann?) ist ein deutsches Sprichwort aus der Zeit des Deutschen Bauernkrieges, das die Legitimation des Adels und seiner mittelalterlichen Grundherrschaft über die Bauern auf christlicher Basis in Frage stellt. Es geht auf eine englische Version zurück, die wahrscheinlich im englischen Bauernaufstand von 1381 eine Rolle spielte und von dem Geistlichen John Ball in Predigten verbreitet wurde. Der Zweizeiler ist Bestandteil mehrerer Lieder.

## Entstehungsgeschichte und Rezeption
Der Volksliedforscher Wolfgang Steinitz nennt als frühesten Nachweis eine englische Version:
When Adam dalf / and Eva span / who was then a gentilman?
Nach einer zeitgenössischen Chronik des Bauernaufstands von 1381 predigte John Ball vor Tausenden von Menschen über dieses Sprichwort. Demnach führte Ball sinngemäß weiter aus: Wenn alle Menschen von Adam und Eva abstammten, welcher Unterschied bestehe dann zwischen den Schichten, außer dass die eine der anderen den erarbeiteten Wohlstand abschöpfe. Ball wurde am 15. Juli 1381 in Coventry hingerichtet.
Um 1480 war das Sprichwort in mehreren niederländischen Varianten belegt: Toen Adam spitte / en Eva span / waar vond men toen den edelmann?
1493 tauchte eine erste deutsche Version in dem Gedicht „Wer der erst Edelmann gewest ist“ des Bamberger Meisters Hanns (Sporer) auf:
Da Adam reütet [rodete] und Eua span. / Wer was [war] die zeit da ein Edelman?
Vor 1519 soll der Spruch, wie Julius Wilhelm Zincgref 1624 berichtete, als Graffito am Hof des Kaisers Maximilian I. aufgetaucht sein. 1530 verzeichnete Johannes Agricola es in seiner Sprichwörtersammlung. 1534 zitierte Sebastian Franck eine Version des Sprichworts in seinem Weltbuch. Auch dänische und schwedische Versionen sind bekannt. Am 26. Januar 1536 verabschiedete sich  der Täufer Heinz Kraut mit diesem Sprichwort auf dem Schafott zu Jena. 1919/1920 gelangten die Zeilen in das bekannte Fahrtenlied Wir sind des Geyers schwarzer Haufen.

## Zur Ikonologie
Dem Volkskundler Leopold Schmidt zufolge taucht das Motiv des grabenden oder rodenden Adam und der spinnenden Eva im Alten Testament nicht auf; vielmehr erschien es erstmals im 12. Jahrhundert und wurde daraufhin in der bildenden Kunst und Literatur beliebt. Es gibt allerdings eine Menge Schmidt unbekannt gebliebener Bildbelege seit dem 12. Jahrhundert.